# Аеропорт імені Тамари

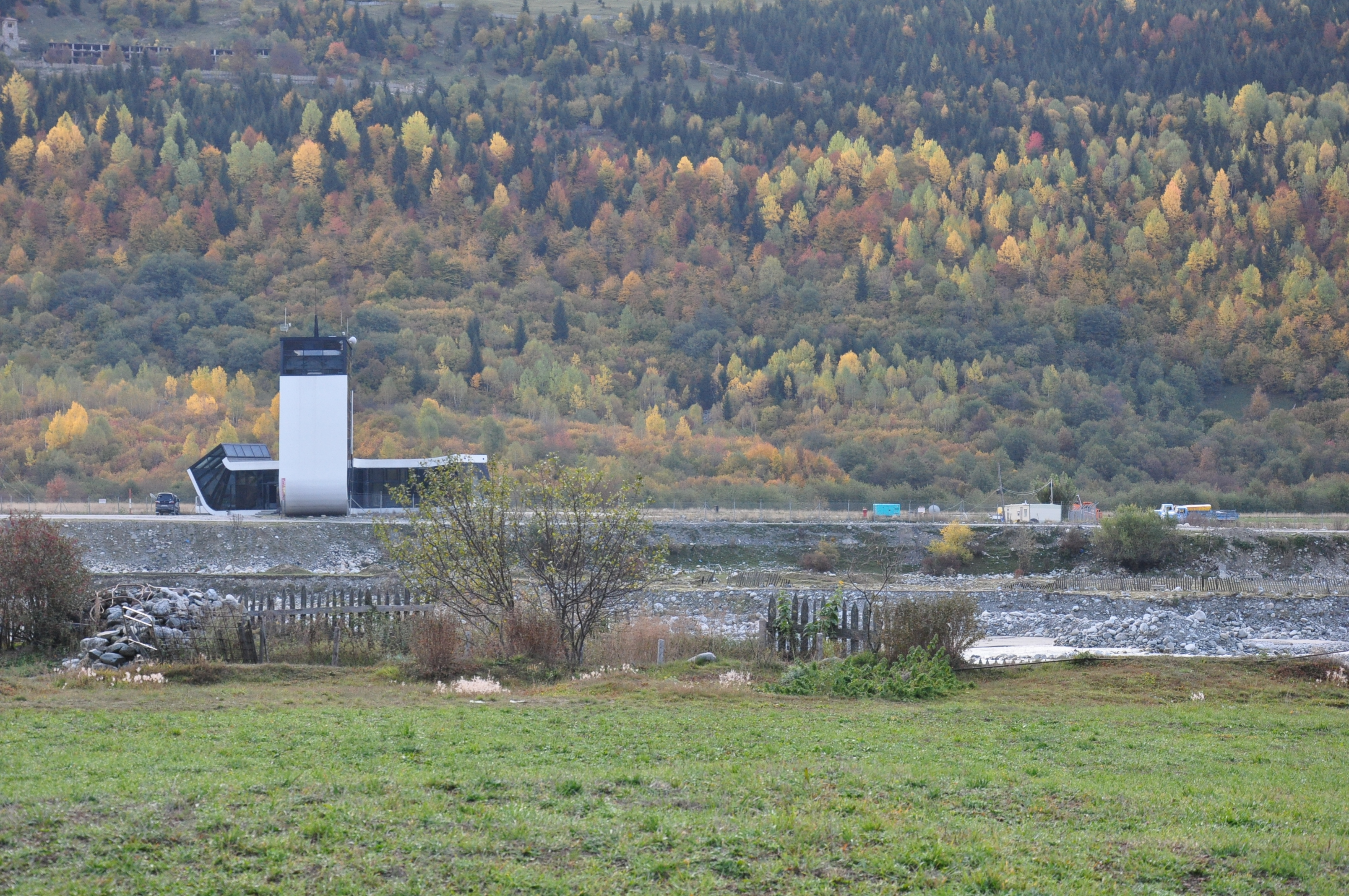

Аеропорт імені Тамари (груз. მესტიის აეროპორტი) (ICAO: UGMS) — невеликий аеропорт, який обслуговує містечко Местія у Верхній Сванетії. Названий на честь грузинської королеви (цариці) Тамари. Відкритий Міхеїлом Саакашвілі у 2010 році.
Проєкт аеропорту був реалізований грузинською компанією та архітектором був Юргеном Майєром. Проєкт схожий на архітектуру кам'яних оборонних веж, розташованих неподалік від злітної смуги.

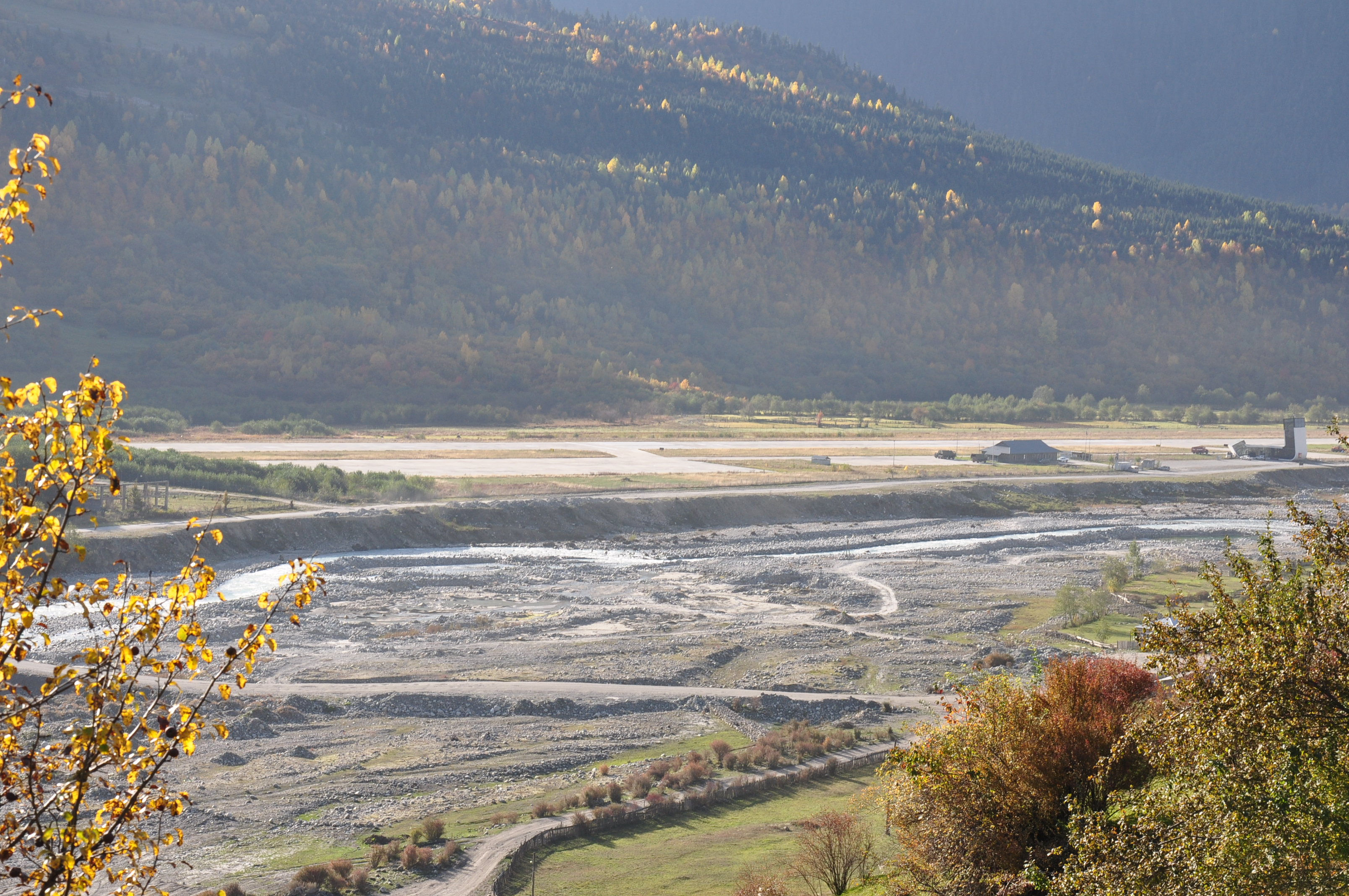

## Авіакомпанії і напрямки

### Пасажирські
| Авіакомпанія | Пункт призначення  |
| ------------ | ------------------ |
| Service Air  | Кутаїсі, Натахтарі |

## Статистика

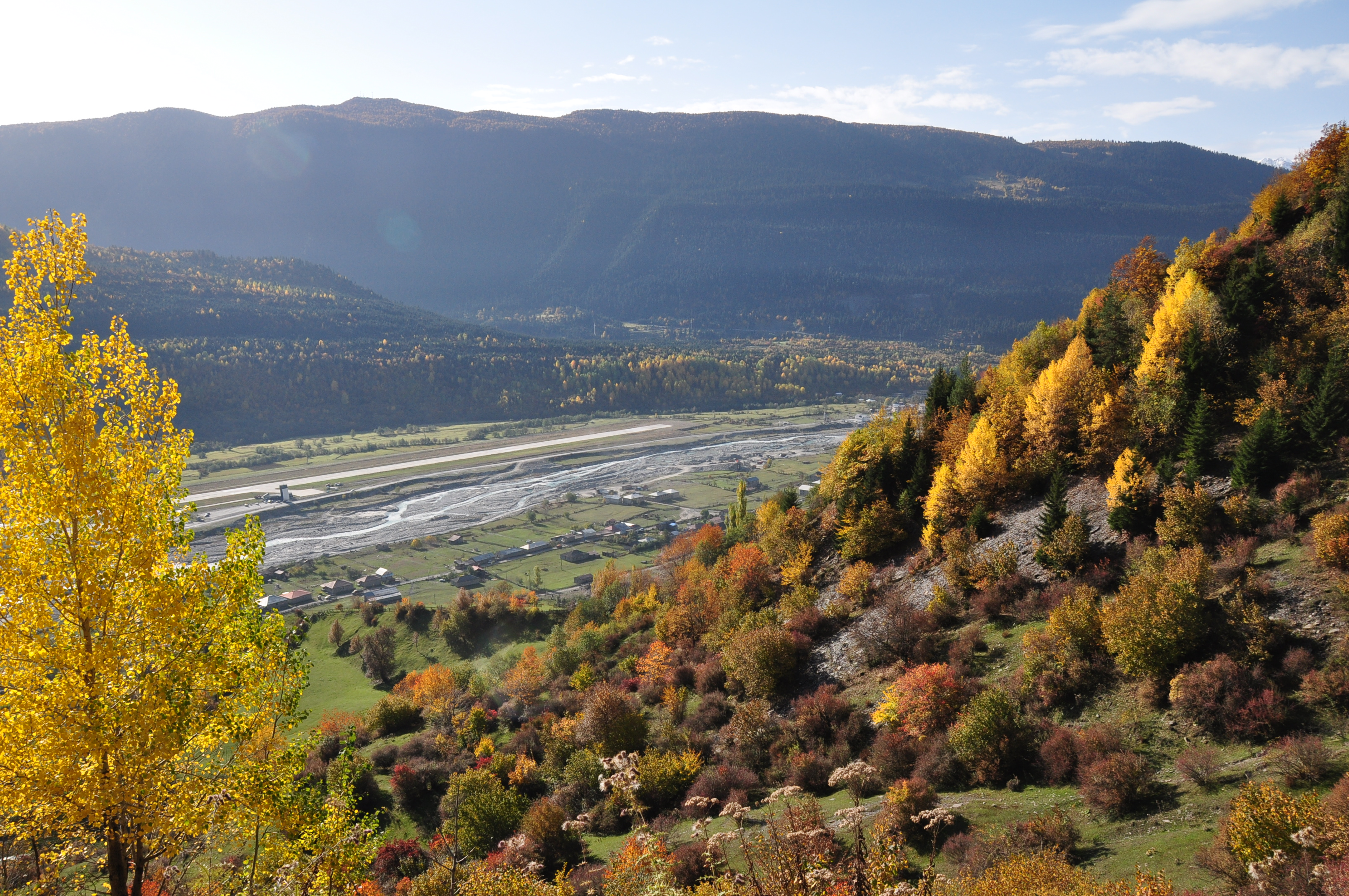

| Рік  | Кількість пасажирів | Зміна      |
| ---- | ------------------- | ---------- |
| 2018 | 6,858               | ▼05.49%    |
| 2017 | 7,256               | ▲072.2%    |
| 2016 | 4,214               | ▼05.6%     |
| 2015 | 4,465               | ▲0232.5%   |
| 2014 | 1,343               | ▲0151.8%   |
| 2013 | 0885                | ▼069.7%    |
| 2012 | 2,922               | ▼036.2%    |
| 2011 | 4,580               | ▲10,177.8% |
| 2010 | 045                 | ▬          |